# Ice Princess
Ice Princess is een Amerikaans-Canadese Disneyfilm uit 2005 van Tim Fywell met in de hoofdrol Michelle Trachtenberg.

## Verhaal
De 17-jarige Casey Carlyle is op school een intelligent buitenbeentje, die met natuurkunde hoge cijfers haalt. Haar dominante moeder ziet Casey dan ook het liefst naar de universiteit gaan, evenals haar natuurkundeleraar. Ze wil dan ook de beurs van Harvard University. Voor de beurs moet Casey een project maken over natuurkunde. Ze besluit een project te maken over kunstschaatsen, een van haar grote passies. In het begin kijkt ze naar schaatsers op de plaatselijke ijsbaan, onder wie haar schoolgenoot Gen Harwood, die door haar moeder Tina wordt getraind. Maar al vlug besluit ze om zelf op de baan te gaan staan. Weldra overheerst het schaatsen haar schoolwerk en weet ze niet meer wat nu haar echte droom is.

## Rolverdeling
| Acteur                | Personage             |
| --------------------- | --------------------- |
| Michelle Trachtenberg | Casey Carlyle         |
| Amy Stewart           | Ann                   |
| Joan Cusack           | Joan Carlyle          |
| Kim Cattrall          | Tina Harwood          |
| Hayden Panettiere     | Gen Harwood           |
| Trevor Blumas         | Teddy Harwood         |
| Kirsten Olson         | Nikki Fletcher        |
| Diego Klattenhoff     | Kyle Dayton           |
| Connie Ray            | Nikki's Moeder        |
| Jocelyn Lai           | Tiffany Lai           |
| Paul Sun-Hyung Lee    | vader van Tiffany Lai |

## Professionele schaatsers in de film
- Sandra Rucker (Verenigde Staten) als Casey's schaats dubbel
- Cassandre Van Bakel (Canada) als Casey's schaats dubbel
- Lauren Wilson (Canada) als Casey's schaats dubbel
- Jennifer Robinson (Canada) als Casey's schaats dubbel
- Tara Ferguson (Canada) als Gen's schaats dubbel
- Kirsten Olson (Verenigde Staten) als Nikki Fletcher
- Danielle Kahle (Verenigde Staten) als Nikki's schaats dubbel
- Jocelyn Lai (Verenigde Staten) als Tiffany Lai
- Victoria Yeung (Verenigde Staten) als Tiffany's schaats dubbel
- Brian Boitano (Verenigde Staten) als Zichzelf/Commentator
- Michelle Kwan (Verenigde Staten) als Commentator
- Juliana Cannarozzo (Verenigde Staten) als Zoe Bloch
- Signe Ronka (Verenigde Staten) als Emma Flanders

## Soundtrack album
1. Caleigh Peters - Reach
2. Emma Roberts - If I Had It My Way
3. Jesse McCartney - Get Your Shine On
4. Michelle Branch - You Set Me Free
5. Diana DeGarmo - Reachin' for Heaven
6. Aly & AJ - No One
7. Lucy Woodward - It's Oh So Quiet
8. Superchick - Get Up
9. Hayden Panettiere -  I Fly
10. Jump5 - Just a Dream
11. Raven-Symoné - This Is My Time
12. Tina Sugandh - There Is No Alternative
13. Natasha Bedingfield - Unwritten